# Menhir de Keralio
Pour les articles homonymes, voir Keralio.
Le menhir de Keralio est un menhir christianisé situé à Saint-Lyphard, en France.

## Localisation
Le menhir est situé sur la commune de Saint-Lyphard, dans le département de la Loire-Atlantique, au lieu-dit la Croix Longue.

## Description
La croix de Keralio se dresse sur un tertre octogonal et mesure 2,90 mètres de haut. La dalle de granite qui lui sert d'assise est ornée de cupules.

## Historique
La tradition orale retient que les croix de Keralio et de Kerdanestre ont fait partie d'un ensemble mégalithique situé au village de la Croix Longue, à proximité de la voie romaine, appelée localement le chemin des Saulniers, qui reliait la Vilaine à Guérande et Méan. 
La pierre semble avoir été taillée en forme de croix au VIe siècle mais cette datation porte à controverse. Elle est déplacée et dissimulée pendant la Révolution, puis érigée à nouveau, à quelque distance de son emplacement original.